# Плотва I
Плотва́ I — річка у Волоконовському районі Бєлгородській області (Росія). Ліва притока Вовчої (басейн Сіверського Дінця).

## Опис
Довжина 12 км, похил річки — 1,4 м/км. Площа басейну 220 км². Формується з декількох безіменних струмків та водойм. В деяких місцях пересихає.

## Розташування
Бере початок біля хутора Давидки, тече на північний захід і впадає у Вовчу на хуторі Тишанка. Довжина - 21 км. Населені пункти вздовж берегової лінії: Борисівка, Плотвянка, Нове.

## Притоки
Від витоку до гирла:
- Балка Киселева - ліва притока у Бєлгородській області Росії. Бере початок у селі Киселів, тече на північний схід і впадає у Плотву західніше села Борисівка.[1]
- Малинів Яр - права притока у Бєлгородській області Росії. Бере початок на північному заході від села Грушівка, тече на південний захід і впадає у Плотву на східній околиці села Плотвянка за 7,9 км від її гирла. Довжина - 12 км, похил річки 5,2 м/км, площа басейну - 41,1 км² [1][2][3]
- Балка Плотвянка - ліва притока у Харківській області України та Бєлгородській області Росії, бере початок в селі Комісарове. Тече на північний схід понад селом Крейдянкою. Перетинає українсько-російський кордон і між селами Нове та Тишанка впадає у річку Вовчу, ліву притоку Сіверського Дінця.[4]
  - Ковинів Яр - ліва притока балки Плотвянки, впадає вище села Комісарове[5]
  - Потихонівський - права притока балки Плотвянки, починається у селі Потихонове, тече на північний захід і впадає у балку Плотвянку на південному заході від села Крейдянка.
  - Долин - права притока балки Плотвянки, впадає північніше села Крейдянка
  - Грузький Яр - права притока балки Плотвянки, впадає біля україно-російського кордону[6]
  - Борсуків - ліва притока балки Плотвянки впадає біля україно-російського кордону[7]
  - Юркова - ліва притока балки Плотвянки, починається неподалік україно-російського кордону, тече переважно на схід, перетинає кордон і впадає у балку Плотвянку південніше села Нове. У ХІХ ст. у верхів'ї балки існував хутір Юрків.